# Сульфат серебра

Растворимость сульфата серебра в воде при разных температурах

Сульфа́т серебра́ (сульфа́т серебра́(I), химическая формула — Ag2SO4) — неорганическая серебряная соль серной кислоты.
При стандартных условиях, сульфат серебра — это бесцветные кристаллы со временем темнеющие от воздействия света.
Применяется в качестве стандартного вещества для тепловой калибровки калориметров и иногда для бактерицидной обработки воды.

## Физические свойства
При нормальных условиях сульфат серебра — белое кристаллическое вещество, малорастворимое в воде (0,79 г/100 г H2O при 20 °C; 1,30 г/100 г H2O при 80 °C), нерастворимое в этаноле. При осаждении из водных растворов не образует кристаллогидратов.
Существует в двух кристаллических модификациях: с ромбической и гексагональной сингонией кристаллической решётки. Температура фазового перехода из ромбической формы в гексагональную — 427 °C.
При 660 °C плавится без разложения.

## Химические свойства

### Окислительно-восстановительные реакции
Разложение (при температуре 750—1100 °C) с выделением металлического серебра:
{\displaystyle {\mathsf {Ag_{2}SO_{4}\longrightarrow 2\ Ag+\ SO_{2}+O_{2}}}.}
Нагревание в токе водорода (выше 200 °C) приводит к восстановлению металлического серебра из сульфата:
{\displaystyle {\mathsf {Ag_{2}SO_{4}+\ H_{2}\longrightarrow 2\ Ag+\ H_{2}SO_{4}}},}
Нагревание сульфата серебра с сульфидом серебра(I) (выше 300 °C) приводит к восстановлению металлического серебра:
{\displaystyle {\mathsf {Ag_{2}SO_{4}+\ Ag_{2}S\longrightarrow 4\ Ag+2\ SO_{2}}}.}

### Обменные реакции
Растворение сульфата в концентрированном водном растворе аммиака приводит к образованию комплексного соединения — сульфата диамминсеребра(I):
{\displaystyle {\mathsf {Ag_{2}SO_{4}+4\ (NH_{3}\cdot H_{2}O)\longrightarrow [Ag(NH_{3})_{2}]_{2}SO_{4}+4\ H_{2}O}}.}
Растворение соли при небольшом нагревании (до 50 °C) в концентрированной серной кислоте приводит к образованию гидросульфата серебра:
{\displaystyle {\mathsf {Ag_{2}SO_{4}+\ H_{2}SO_{4}\longrightarrow 2\ AgHSO_{4}}}.}
Взаимодействие с концентрированной соляной кислотой приводит к выпадению осадка хлорида серебра(I):
{\displaystyle {\mathsf {Ag_{2}SO_{4}+2\ HCl\longrightarrow 2\ AgCl\downarrow +\ H_{2}SO_{4}}}.}
Взаимодействие с концентрированной щёлочью приводит к выпадению осадка оксида серебра(I):
{\displaystyle {\mathsf {Ag_{2}SO_{4}+2\ KOH\longrightarrow K_{2}SO_{4}+Ag_{2}O\downarrow +\ H_{2}O}}.}

## Получение
Нагревание металлического серебра с диоксидом серы и кислородом (выше 450 °C):
{\displaystyle {\mathsf {2Ag+\ SO_{2}+\ O_{2}\longrightarrow Ag_{2}SO_{4}}}.}
Осаждение из растворов в реакциях ионного обмена:
{\displaystyle {\mathsf {2AgNO_{3}+\ Na_{2}SO_{4}\longrightarrow Ag_{2}SO_{4}\downarrow +2\ NaNO_{3}}}.}
Вытеснение концентрированной серной кислотой летучих соединений водорода из солей:
{\displaystyle {\mathsf {2\ AgX+\ H_{2}SO_{4}\longrightarrow Ag_{2}SO_{4}\downarrow +2\ HX\uparrow }}}, где {\displaystyle {\mathsf {X=\ F,Br,I,Cl}}.}

## Применение
Применяется для бактерицидной обработки воды.

### Калориметрия
Сульфат серебра используется в качестве химического стандарта для калибровки калориметров по температуре и теплоемкости.

## Физиологическое действие
Сульфат серебра оказывает сильное раздражающее действие на глаза. При длительном контакте с кожей может вызывать аргирию.
LD50: 5000 мг/кг.